# Bukovskýite
La bukovskýite (simbolo IMA: Buk) è un minerale molto raro della classe dei "fosfati, arseniati e vanadati"; la sua composizione chimica è Fe3+2(AsO4)(SO4)(OH) • 9H2O e quindi chimicamente parlando si tratta quindi di un arseniato di ferro idrato con un complesso di idrossido e solfato come anioni aggiuntivi.

## Etimologia e storia
La bukovskýite fu scoperta per la prima volta nei pressi di Kaňk (Kutná Hora) nella Repubblica Ceca e descritta nel 1967 da František Novák, Pavel Povondra e Jiří Vtelenský, che diedero il nome al minerale in onore di Antonín Bukovský (1865-1950). Aveva già analizzato il minerale nel 1914 e lo descrisse come il "terreno velenoso di Kutná Hora".
Anche F. Slavík studiò il campione tipo di Bukovský, ma lo considerò una miscela disomogenea o un minerale del gruppo delle pitticiti e pubblicò altri dati su questa sostanza nel 1925. Passò un campione del materiale a F. Ulrich. Nel suo breve rapporto, si basò sull'analisi chimica di Bukovský e sul suo esame ottico e scoprì che il minerale era molto simile alla destinezite, mineralre già conosciuto. Solo i gruppi [PO4]3− sono stati sostituiti dagli omologhi [AsO4]3−. Per questo motivo, Ulrich diede al nuovo minerale il nome provvisorio di arsendestinezite, ma non pubblicò un rapporto di indagine dettagliato. Tuttavia, F. Slavík menzionò il lavoro di Ulrich in un articolo del Mineralogical Abstracts nel 1932, che fu citato anche da A.N. Winchell e H. Winchell nel 1951.
Il minerale indicato come destinezite si rivelò essere una varietà cristallina del minerale diadochite durante le indagini successive, e il nome e il nome derivato arsendestinezite per la bukovskýite furono quindi inizialmente screditati. Dal 2002, la formula (FeIII)2[PO4|SO4|OH] • 6H2O ha ridefinito la destinezite come un minerale distinto.
Nelle pubblicazioni più vecchie, il nome del minerale può talvolta essere trovato nell'ortografia bukovskyitebb o bukowskyitebb (senza l'accento acuto sopra la y) o con w invece di v che, tuttavia, non corrisponde alle specifiche per la denominazione dei minerali dell'Associazione Mineralogica Internazionale, secondo cui, ad esempio, nel caso di minerali che prendono il nome da una persona, bisogna fare attenzione a garantire che l'ortografia del nome sia adottata (fanno eccezione solo gli spazi e le lettere maiuscole, che vengono eliminate dal nome del minerale). L'ortografia incoerente dei loro nomi per molti minerali è stata corretta con la pubblicazione Tidying up Mineral Names: an IMA-CNMNC Scheme for Suffixes, Hyphens and Diacritical marks del 2008 e da allora la bukovskýite è stata elencata a livello internazionale nell'ortografia con l'acuto associato.
Il campione tipo del minerale bukovskýite è stato depositato presso l'Università Carolina di Praga (registro nº 14240) e il Museo Nazionale di Praga (registro nº 53411).

## Classificazione
Nell'obsoleta ottava edizione della sistematica minerale secondo Strunz, la bukovskýite non è ancora elencata. Solo nella Sistematica dei lapis (Lapis-Systematik) di Stefan Weiß, che si basa ancora su questa vecchia forma della sistematica di Strunz per rispetto verso i collezionisti privati e le collezioni istituzionali, al minerale è stato dato il sistema e il minerale nº VII/D.05-40. In questa Sistematica, ciò corrisponde alla classe dei "fosfati, arseniati e vanadati" e lì alla sottoclasse dei "fosfati acquosi, con anioni estranei", dove la bukovskýite insieme a destinezite, diadochite, hilarionite, pitticite, sarmientite e zýkaite formano un gruppo indipendente, ma senza nome (a partire dal 2018).
La 9ª edizione della sistematica minerale di Strunz, aggiornata l'ultima volta dall'Associazione Mineralogica Internazionale (IMA) nel 2024 classifica la bukovskýite nella classe dei "8. Fosfati, arsenati, vanadati" e lì nella sottoclasse di "8.D Fosfati, ecc. con anioni aggiuntivi, con H2O". Tuttavia, questo è ulteriormente suddiviso in base alla dimensione relativa dei cationi coinvolti e al rapporto di quantità di sostanza degli altri anioni rispetto al complesso fosfato, arseniato o vanadato (RO4), in modo che il minerale sia classificato in base alla sua composizione nella suddivisione "8.DB Con soltanto cationi di media dimensione, (OH, etc.):RO4< 1:1", dove è l'unico membro a formare il gruppo senza nome 8.DB.40.
Anche la classificazione dei minerali secondo Dana, utilizzata principalmente nel mondo anglosassone, classifica la bukovskýite nella classe dei "fosfati, arsenati e vanadati" e nella divisione dei "fosfati". La si trova insieme a sanjuanite e sarmientite nel gruppo che forma il sistema nº 43.05.01 nella sottodivisione "fosfati composti, ecc., (anioni composti idrati con ossidrile o alogeni)".

## Abito cristallino
La bukovskýite cristallizza nel sistema triclino nel gruppo spaziale P1 (gruppo nº 1) o P1 (gruppo nº 2) con i parametri reticolari a = 10,72 Å, b = 14,08 Å, c = 10,28 Å, α = 93,5°, β = 116,0° e γ = 90,3°, oltre a quattro unità di formula per cella unitaria.

## Proprietà
La bukovskýite è facilmente solubile in acido cloridrico (HCl).

## Origine e giacitura
La bukovskýite è stata trovata in vecchi cumuli di detriti delle miniere medievali e si è formata secondariamente come prodotto dell'arsenopirite causata dagli agenti atmosferici. Oltre all'arsenopirite, la pirite e il quarzo, tra gli altri, sono presenti come minerali di accompagnamento.
Essendo una formazione minerale rara, la bukovskýite è stata finora rilevata solo in pochi luoghi, con circa 20 siti documentati finora in tutto il mondo (a partire dal 2022). Oltre alla sua località tipo Kaňk, dove il minerale si trova in noduli fino a 60 centimetri di dimensione, il minerale è stato rinvenuto sempre nella Repubblica Ceca nel vicino Šafary Adit e vicino al villaggio di Poličany, che appartiene al distretto di Kutná Hora.
L'unico sito conosciuto in Germania è la miniera Christbescherung vicino a Großvoigtsberg nei Monti Metalliferi sassoni.
In Austria, la bukovskýite è stata trovata nella valle di Pölla (Lieserkar) in Carinzia, nonché in diversi siti nel distretto di Siglitz-Bockhart-Erzwies nella valle di Gastein, sull'Hoher Sonnblick e nella miniera di arsenico di Rotgüldensee nel Salisburghese.
Un altro sito vicino a Laurio, nella regione greca dell'Attica, non è stato ancora confermato.

## Forma in cui si presente in natura
La bukovskýite è traslucida e sviluppa solo piccoli cristalli aghiformi fino a circa 0,5 millimetri di lunghezza, che di solito sono disposti in aggregati minerali radiali o simili all'uva o nodulari. Il suo colore varia tra il verde giallastro e il verde grigiastro, ma il colore dello striscio è giallastro chiaro.